# Zakaj imajo zajčki preklano ustnico
Zakaj imajo zajčki preklano ustnico je slovenska ljudska basen.

## Vsebina
Včasih so zajčki imeli zgornjo ustnico zraščeno. A se je nekega dne pripetila reč, zaradi katere imajo še danes vsi zajčki preklano ustnico. Bilo je takole. Kot velika večina, je bil tudi neki mali zajček nadvse bojazljiv. Bal se je vsega, tako ljudi, kot tudi živali. Ta lastna strahopetnost, ga je tako razžalostila, da si je celo hotel vzeti svoje zajčje življenje.
Ko je že obupano odtaval globoko v gozd, ga je tam presenetila sraka in mu poskušala dopovedati, da ni vse tako črno. Zaupala mu je, kdaj se vrača domov pastir s svojimi ovcami. Naročila mu je, naj se skrije v grmovje in ko vsi skupaj pridejo na jaso skoči mednje, zajček je res storil tako. Zbral je ves pogum in skočil med ovčjo čredo. Ovce so se tega tako prestrašile, da so začele brezglavo tekati naokrog in se bleketaje razbežale v vse smeri.
Zajček se je potem, ko je videl, kako so se ga živali prestrašile tako nasmejal, da se mu je preklala zgornja ustnica. In prav od tistega dne dalje imajo vsi zajčki preklano zgornjo ustnico.

## Zajček, kot literarni lik
Zajček v tej basni je zelo boječ, boji se tako ljudi, kot živali. Ta njegova boječnost ga tako žalosti, da ne vidi več smisla v življenju. Bil je torej zelo šibek in obupan, saj druge rešitve kot obesiti se na staro bukev ni našel. K sreči mu je na pomoč priskočila sraka in mu dokazala, da lahko tudi on vzbudi srh v drugih živalih, če že ljudi ne more prestrašiti.
Res je ubogljivo in pogumno sledil srakinim navodilom, premagal svoj strah, in se tako od srca nasmejal, da mu je počila zgornja ustnica.
Naučil pa se je le, da ni vse tako črno kot izgleda.